# 杜林天文台
杜林天文台（Osservatorio Astrofisico di Torino）是一座位於義大利杜林皮諾托里內塞的天文台。
杜林天文台目前由義大利國家天文物理研究所管理
。
小行星2694的名字來自杜林天文台所在地。